# Gondangan
Gondangan is een bestuurslaag in het regentschap Klaten van de provincie Midden-Java, Indonesië. Gondangan telt 3219 inwoners (volkstelling 2010).